# Cortaúñas

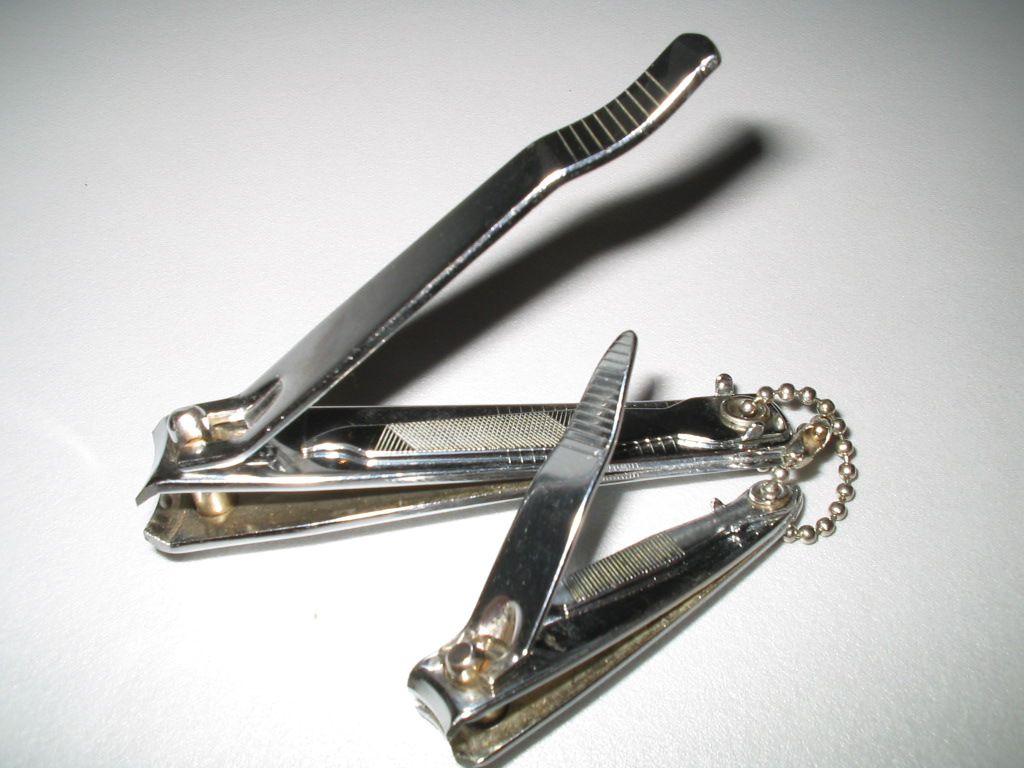
Cortaúñas de dos tamaños.

Fuerzas aplicadas.

El cortaúñas o cortador de uñas es una herramienta similar a unas tenacillas con cuchilla curva que se utiliza para cortar las uñas. Suele ser metálico, los hay de diferentes tamaños, está compuesto básicamente por dos láminas unidas por un extremo, las cuales poseen sendas hojas de corte enfrentadas entre sí en el extremo opuesto y un mango colocado de forma inversa sobre ellas. En la mayoría de los cortaúñas también se incluye una lámina más con forma puntiaguda y superficie de lima para poder quitar la suciedad acumulada debajo de las uñas y poder limarlas.
El mecanismo de un cortaúñas consiste en una combinación de dos palancas que permiten realizar una potente presión de corte sin apenas esfuerzo. El mango es una palanca de segundo orden que presiona las dos hojas de corte hasta unirlas. Las hojas actúan con gran fuerza y dan lugar a una combinación de palanca de tercer orden. Los filos de las hojas realizan un movimiento corto para vencer la resistencia que ofrece la uña.
Por su tamaño, se pueden distinguir los cortaúñas domésticos y los de viaje, más pequeños. También existen cortaúñas para niños decorados con motivos infantiles.